# Águia-cinzenta
A águia-cinzenta (nome científico: Urubitinga coronata) é uma espécie de ave de rapina da família dos acipitrídeos (Accipitridae) ameaçada de extinção do centro-leste da América do Sul, encontrando-se na Argentina, Bolívia, Paraguai e Brasil. Devido à sua raridade, não se sabe muito sobre sua biologia ou população.

## Etimologia
Seu nome científico Urubitinga deriva de urubutinga, que por sua vez foi construído a partir do tupi uruwu'tinga, que inclui uru'wu, no sentido de urubu, e tinga, no sentido de branco. O primeiro registro do termo tupi ocorreu em cerca de 1594 como urubutĩga e depois em 1610 como urubatinga. O epíteto específico Coronata advém do latim e significa coroada. Por sua vez, o nome popular águia deriva do latim aquĭla,ae com sentido literal para esse tipo de rapinante. No século XIV, o termo foi registrado como aguya, e no XV como aguea.

## Taxonomia
Urubitinga coronata é monotípico, o que significa que não há subespécies. Vieillot primeiro o nomeou Harpyia coronata em 1817. Posteriormente, foi reclassificado por Lafresnaye em 1842 sob o gênero Harpyhaliaetus e foi renomeado Harpyhaliaetus coronatus. Na época, a águia-solitária (Urubitinga solitaria) era considerada uma subespécie de Harpyhaliaetus coronatus até que análises filogenéticas de seu DNA mostraram que elas são, de fato, espécies irmãs. Essas análises também indicaram que outra espécie, o gavião-preto (Urubitinga urubitinga), também é uma espécie irmã. Eles foram todos reclassificados sob o gênero Buteogallus. Mais adiante, fossam reclassificados dentro do gênero Urubitinga.

## Descrição
A águia-cinzenta é uma das maiores aves de rapina dos Neotrópicos e normalmente pesa cerca de 2,95 quilos (6,5 libras). Seu comprimento total pode atingir 73–79 centímetros (29–31 polegadas) e tem uma envergadura de 170–183 centímetros (5 pés 7 polegadas – 6 pés 0 polegada). Os jovens da espécie apresentam, em seu dorso, a penugem num tom mais escuro de marrom, com a barriga e o peito em uma coloração creme e detalhes marrons nas laterais do tórax. Já os adultos possuem em suas penas a tonalidade de cinza opaca e prateada. Sua cauda curta e preta tem larga faixa mediana branca, bem como uma ponta branca, e tanto a cera quanto as patas são amarelas. Tem uma crista de penas de um cinza mais escuro. O juvenil também tem uma crista.

## Distribuição e habitat
A águia-cinzenta é endêmica das Américas e pode ser encontrada no leste e centro da América do Sul. Está presente no sul e centro do Brasil, Bolívia, Paraguai e seu alcance se estende até o norte da Patagônia, na Argentina. Sua situação é incerta no Uruguai, onde não é vista há décadas e acredita-se que esteja extinta. Foi extirpada de partes de sua distribuição histórica e é encontrado em densidade muito baixa em toda a sua distribuição, tornando-se uma das aves de rapina mais raras e ameaçadas da região Neotropical. Restam apenas 250-999 indivíduos maduros, enquanto a contagem total de indivíduos da espécie chega a 375-1499 aves. Pode ser encontrada em habitats semiabertos, como pastagens mistas abertas, cerrados, savanas, pântanos e florestas abertas. Além disso, a presença de grandes árvores no habitat é muito importante, uma vez que são usadas para nidificação.
é encontrada nos biomas da Amazônia, Caatinga, Cerrado, Mata Atlântica, Pantanal e Pampa, em todos os estados das regiões Sul (Paraná, Rio Grande do Sul, Santa Catarina), Sudeste (Espírito Santo, Minas Gerais, Rio de Janeiro e São Paulo) e Centro-Oeste (Distrito Federal, Goiás, Mato Grosso e Mato Grosso do Sul), e em alguns estados das regiões Norte (Pará e Tocantins) e Nordeste (Bahia, Maranhão e Piauí). Também reside em regiões montanhosas, savanas e campos semiabertos. No Rio Grande do Sul, está limitada às regiões dos Campos de Cima da Serra, principalmente nos municípios de Cambará do Sul, São José dos Ausentes, Jaquirana, São Francisco de Paula e Vacaria. Em Santa Catarina, é uma das espécies tidas como ameaçadas de extinção na categoria “criticamente em perigo”. Porém, foram avistadas pequenas quantidades, em anos subsequentes, sobrevoando alguns municípios desse estado, como Água Doce, Lages, Corupá, Lontras, Campo Belo, Urubici (no Alto Rio Canoas, entre 2003 e 2005), Campo Belo do Sul, Bom Retiro, Urupema, Painel, Anita Garibaldi, Capão Alto, Jardim da Serra, Rio dos Cedros, Abdon Batista, São Joaquim e Siderópolis.

## Comportamento
Essa ave possui hábitos tanto noturnos quanto diurnos e é excelente caçadora devido às suas grandes asas, sendo, necessariamente, habilitada para a prática de voos silenciosos. Frequentemente é vista em pares solitários ou pequenos grupos de três. Faz parte das rapinantes com hábitos estritamente crepusculares, tornando difícil a sua observação. Pousa por longos intervalos de tempo, principalmente em elevadas altitudes. Comumente, quando perturbada, resiste a abandonar seu poleiro, apresentando vocalizações, ou seja, manifestações sonoras. Pode ser reconhecida por seu assobio muito poderoso e estridente que pode ser ouvido a 2 quilômetros de distância.

### Alimentação
As águias-cinzentas ainda caçam em poleiros. Sua dieta consiste principalmente de mamíferos de pequeno a médio porte. Ataca principalmente tatus como Zaedyus pichiy e tatus-galinha (Dasypus novemcinctus), bem como zorrilhos (Conepatus chinga). Mas outros mamíferos, como roedores, gambás, lebres-comuns (lepus europaeus) e furões-pequenos (Galictis cuja) também são capturados. Répteis como cobras, tartarugas e lagartos também constituem uma parte menor de sua dieta. Ao caçar cobras, geralmente removem a cabeça primeiro. Escamas singulares no tarso da águia as protegiam das picadas de cobra. Pequenos lagartos são capturados diretamente com as garras, mas grandes lagartos como o teiú-vermelho (Salvator rufescens) e o teiú-comum (Salvator merianae) são capturados aproximando-se deles pela lateral, agarrando-os pelo quadril com um pé e depois pelo cabeça com a outra, aparentemente para reduzir o risco de ser mordido ou açoitado pela cauda. Normalmente, este raptor mata ou caça suas presas, mas alguns indivíduos foram vistos comendo veados, ovelhas (Ovis aries) e tatus mortos.

## Reprodução
Acredita-se que tal espécie seja monogâmica, isto é, possua apenas um parceiro amoroso ou sexual, ligação capaz de durar uma vida inteira. Permanece no mesmo território durante todo o ano. Constrói os ninhos nas árvores mais altas dos territórios de reprodução, 10-13 metros acima do solo, com galhos e ramos e formato de plataforma. Algumas águias foram vistas nidificando em edifícios feitos pelo homem em áreas onde não havia árvores disponíveis. Entre agosto e outubro, é posto um único ovo branco com manchas cinzentas. No ambiente do cerrado, a águia-cinzenta começa o seu período reprodutivo, provavelmente, entre julho e novembro. Houve surgimento de pares desses indivíduos, na fase adulta, no tempo de aproximadamente 12 meses, no Parque Nacional das Emas, em Goiás. O ovo eclode cerca de 45 dias após a postura (novembro-dezembro). Em La Pampa, na Argentina, os filhotes nascem em dezembro, permanecendo no ninho até o mês de março. A fêmea fica perto de sua prole desde o momento em que o ovo é posto até que o filhote tenha idade suficiente para ser deixado sozinho por curtos períodos de tempo; o macho continuamente traz comida para o ninho, enquanto a fêmea se junta à caça quando o filhote nasce e cresce um pouco. A fêmea aquece o filho durante o frio da noite, protege-o período do dia, fornecer sombra nos momentos mais quentes e alimenta-o. A prole ficará no ninho por 65-70 dias. A idade em que comumente o jovem começa seu processo de emplumação e aprendizado de voo é de aproximadamente 115 dias. O ciclo de reprodução desta ave tem a duração, no mínimo, de dois anos, abrangendo desde o momento da cópula até a autonomia do filhote. Não se sabe muito sobre a idade de reprodução, mas estima-se que eles não se reproduzam antes de atingirem 3-5 anos de idade.

## Estado de conservação

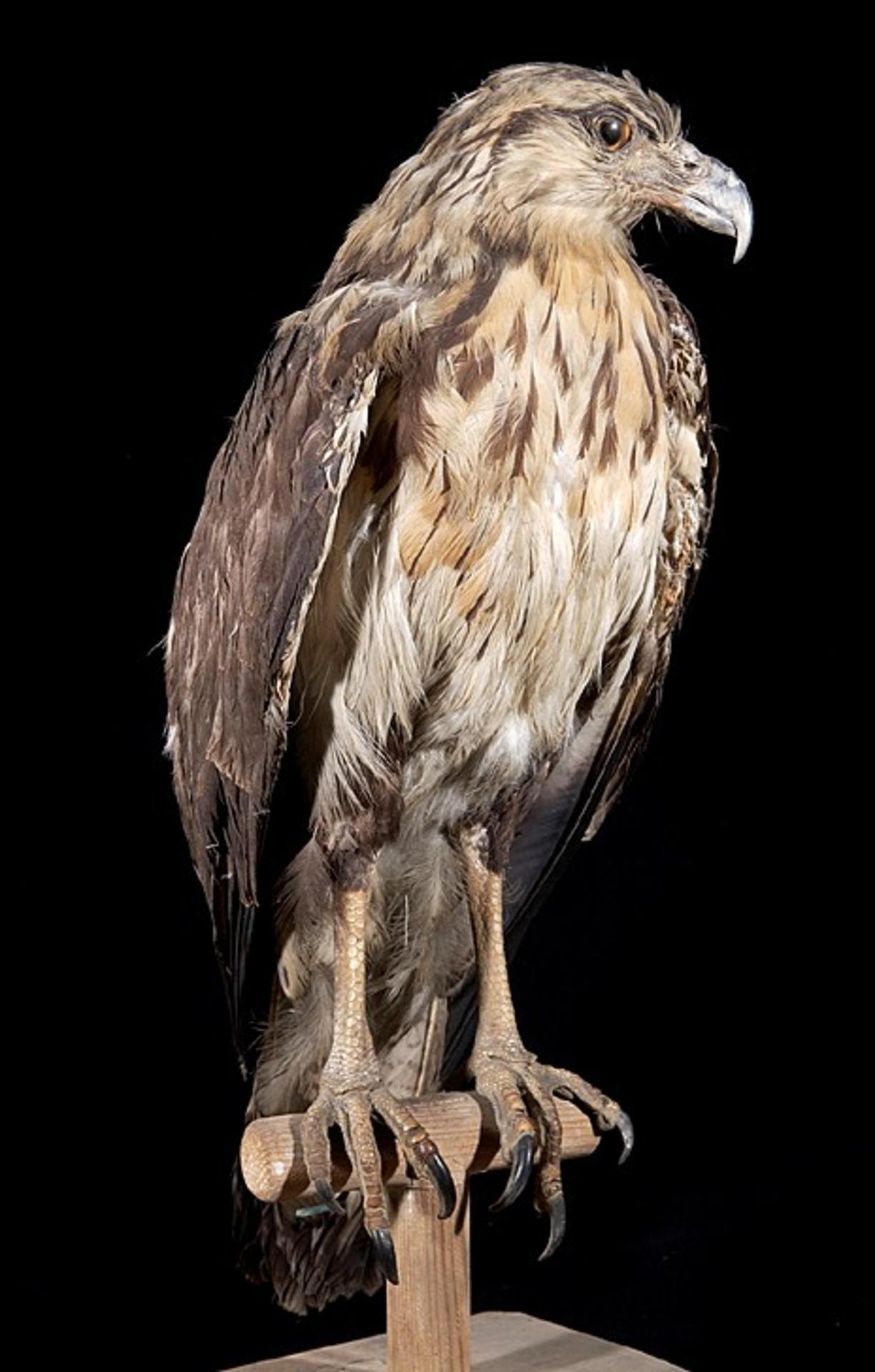
Espécime empalhado exposto no Museu de História Natural de Leida

A águia-cinzenta, de acordo com a Lista Vermelha de Espécies Ameaçadas da União Internacional para a Conservação da Natureza (UICN / IUCN), está em perigo de extinção desde 01 de outubro de 2016. Sua população está diminuindo, uma tendência que provavelmente se deve às atividades humanas. Essa ordem de animais é bastante vulnerável a mudanças no ambiente em que vive. Por isso, as principais ameaças, não só a essa espécie, mas também a muitas outras aves de rapina no continente sul-americano, são a devastação e destruição do habitat natural, consequências da expansão de áreas à criação de bovinos e práticas de agricultura intensiva. Os hábitos de caça e captura, para inserção em cativeiro, também afetam o estado de preservação. Na Argentina, a águia-cinzenta é morta devido à crença de que ataca o gado. Entre 1999 e 2014, 30 espécimes foram levadas a um centro de reabilitação depois de terem sido baleadas para proteger o gado. Para uma população tão pequena, isso pode ter grande impacto nas chances de sobrevivência da espécie. A eletrocussão das águias por postes de energia também tem impacto considerável em suas populações, ultrapassando os óbitos decorrentes da caça, e é um problema comum que afeta muitas aves de rapina. Outro aspecto determinante à sua baixa taxa de aparição é o elevado uso de agrotóxicos nas áreas rurais, causando na maioria das vezes o malogro reprodutivo, pela deformação dos ovos desses animais. Por preferirem habitats com vegetações abertas podem apresentar elevados riscos à criação de animais, em maioria domésticos, tornando-se grandes alvos para caça. Este animal é uma das muitas espécies de aves de rapina pouco estudadas. A falta de dados a respeito dos requisitos básicos ecológicos e sobre sua distribuição afetam o planejamento de conservação.
Somente na Argentina tem-se o entendimento sobre a ecologia, biologia e conservação da águia-cinzenta, tendo se desenvolvido um planejamento para conservação da espécie. Este plano foi nomeado de Plano de Ação para a Conservação da Águia Coroada na Argentina (em castelhano: Plan de Acción para la Conservación del Águila Coronada en Argentina), identificando quais são as principais causas à redução desses indivíduos. No sul do Brasil, ainda não foi devidamente verificado se as razões pelas quais essa ave está em perigo são as mesmas da Argentina e quais os impactos que essas razões afetam nas populações das águias-cinzentas. No Brasil, apesar disso, a espécie está presente em várias listas de conservação que visam determinar seu estado de conservação: em 2010, foi classificada como vulnerável no Livro Vermelho da Fauna Ameaçada no Estado do Paraná e em perigo na Lista de Espécies Ameaçadas de Extinção da Fauna do Estado de Minas Gerais; em 2011, como criticamente em perigo na Lista das Espécies da Fauna Ameaçada de Extinção em Santa Catarina; em 2014, como em perigo no Livro Vermelho da Fauna Ameaçada de Extinção no Estado de São Paulo; e na Portaria MMA N.º 444 de 17 de dezembro de 2014; e sob a rubrica de "Dados Insuficientes" na Lista das Espécies da Fauna Ameaçadas de Extinção no Rio Grande do Sul; em 2017, como criticamente em perigo na Lista Oficial das Espécies da Fauna Ameaçadas de Extinção do Estado da Bahia; em 2018, como em perigo no Livro Vermelho da Fauna Brasileira Ameaçada de Extinção do Instituto Chico Mendes de Conservação da Biodiversidade (ICMBio); e como criticamente em perigo no anexo dois (aves) na Lista Oficial da Fauna Brasileira Ameaçada de Extinção da Portaria MMA N.º 148, de 7 de junho de 2022.
Pelo fato de a águia-cinzenta frequentar grandes áreas abertas e regiões montanhosas, nos estados de Santa Catarina e Rio Grande do Sul, existem diversos obstáculos que dificultam o bem-estar desse animal. O plantio de pinheiro (Pinus) para o reflorestamento vem promovendo vasta mudança no habitat dessa espécie e de muitas outras, como o uiraçu (Morphnus guianensis), reduzindo as áreas de caça nesses vastos campos de vegetação natural. Com a criação do órgão ambiental de Santa Catarina, nomeado Fundação de Amparo à Tecnologia e Meio Ambiente (FATMA), a situação tornou-se ainda mais preocupante. Essa instituição incentiva a plantação de Pinus em áreas com 50 hectares de terra ou menos, sem nenhum tipo de estudo ou princípios prévios a respeito dos problemas que podem ser causados àquele ecossistema. Assim, o plantio de pinheiro ocupa essas áreas de floresta nativa, reduzindo ainda mais o pouco de vegetação restante aos grupos nativos daquele ambiente. Outra causa bastante relevante para o desaparecimento da espécie é a redução da variação genética, isto é, a escassez de parceiros para a reprodução, elevando as possibilidades de ocorrer acasalamento entre indivíduos com um grau de parentesco próximo, provocando um gargalo populacional. Esta dificuldade poderá levar à diminuição dessa espécie, com o sumiço de linhagens evolutivas, com efeitos irreversíveis.
No Brasil, a água-cinzenta está presente em várias áreas de conservação:
Reserva Biológica (Rebio) e Refúgio (Revis)
- Tinguá
- Nascentes da Serra do Cachimbo
- Campos de Palmas

Floresta Nacional (FLONA)
- Ipamena
- São Francisco de Paula

Estação Ecológica (ESEC)
- Serra Geral do Tocantins
- Águas Emendadas
- Itirapina
- Tripuí

Parque Estadual (PE)
- Nascentes do Rio Taquari
- Terra Ronca
- Itacolomi
- Jalapão
- Tainhas
- Pau Furado
- Rola Moça

Área de Proteção Ambiental (APA)
- Bacia do Rio Paraíba do Sul
- Cairuçu
- Carste da Lagoa Santa
- Morro da Pedreira
- Ilhas e Várzeas do Rio Paraná
- Petrópolis
- Planalto Central
- Serra da Mantiqueira
- APA Campos do Jordão
- Corumbataí, Botucatu e Tejupá
- Bacia dos Ribeirões do Gama e Cabeça de Veado
- Piracicaba
- Sapucaí Mirim
- Sistema Cantareira
- Bacia do Rio de Janeiro
- Bacia do Rio Pandeiros
- Bacia do Rio Macacu
- Bacia Hidrográfica do Rio Machado
- Chapada dos Guimarães
- Serra Dourada
- Rio Preto
- Escarpa Devoniana
- Fernão Dias
- Ilha do Bananal/Cantão
- Jalapão
- Marimbus/Iraquara
- Pouso Alto
- Sul RMBH

Parque Nacional (PARNA)
- Aparados da Serra
- Chapada Diamantina
- Chapada dos Veadeiros
- Emas
- Serra da Bocaina
- Serra da Canastra
- Serra das Confusões
- Serra do Cipó
- Serra dos Órgãos
- Serra Geral
- Brasília
- Itatiaia
- Iguaçu
- São Joaquim

Reserva Particular do Patrimônio Natural (RPPN)
- Adília Paraguassu Batista
- Água Bonita
- Arara Azul
- Brejo Novo
- Cachoeira do Cerradão
- Ceflusmme
- Chakra Grisu
- Feixos
- Santa Inês
- Fattoria Grigia
- Fazenda América
- Fazenda Araucária
- Fazenda Arruda
- Fazenda do Pirapetinga
- Fazenda Barra do Sana
- Fazenda Cachoeira
- Fazenda Córrego da Luz
- Fazenda da Serra
- Fazenda Limeira
- Fazenda Margarida
- Fazenda Mata Funda
- Fazenda Palmeiras
- Fazenda Pedra Bonita
- Fazenda Primavera
- Fazenda Roça Grande
- Fazenda San Michele
- Fazenda São Geraldo
- Fazenda Serrinha
- Fazenda Suspiro
- Fazendinha
- Gleba o Saquinho de Itapirapuá
- Gralha-Azul
- Linda Serra dos Topázios
- Monlevade
- Morro do Curussu Mirim
- Racho 55-I
- Rancho Mira-Serra
- Boca da Mata
- da Mata Fria
- Reserva Santuário de Vida Silvestre Pousada das Araras
- Sítio Grimpas
- Sítio Raio Solar
- Unidade de Conservação de Galheiros
- Vila Ana Angélica
- Voturuna II